# Hymenium

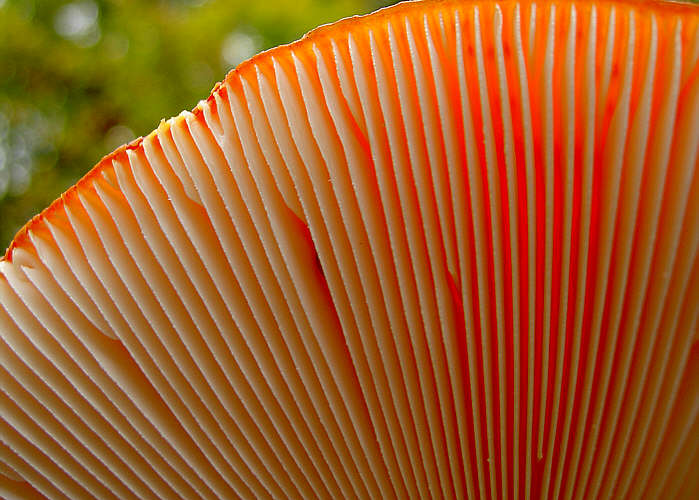
Lameller på flugsvamp.

Hymenium (av grekiskans ὑμήν, hymen, "hinna") är termen för det sporbärande vävnadslagret i svampars fruktkroppar. Hos sporsäckssvamparna består det av asci (sporsäckar) och parafyser (sterila trådar) och hos basidiesvampar består det av basidier och parafyser. Stora ytor hymenium klär skivorna på undersidan av svamphattar och släpper sporer när de är mogna. Hymenium finns också i mycket mindre fruktkroppar hos andra grupper av svampar. 